# Tumbling Dice
«Tumbling Dice» (оригинальное название «Good Time Woman») — песня британской группы Rolling Stones на их двойном альбоме Exile on Main St 1972 года. Песня также была выпущена ведущим синглом с альбома.
Песня достигла 7-го места в США (в хит-параде Billboard Hot 100) и 5-го места на родине группы в Великобритании.
Авторы песни — Мик Джаггер и Кит Ричардс.

## Текст песни и композиция
Песня рассказывает историю азартного игрока, который не может оставаться верным ни одной женщине. В музыке присутствует блюзовый буги-вугийный ритм.

## Премии и признание
В 2004 году журнал Rolling Stone поместил песню «Tumbling Dice» в исполнении группы Rolling Stones на 424-е место своего списка «500 величайших песен всех времён». В списке 2011 года песня находится на 433-м месте.
Кроме того, в 2014 году британский музыкальный журнал New Musical Express поместил песню «Tumbling Dice» в исполнении группы Rolling Stones на 446-е место уже своего списка «500 величайших песен всех времён».

## Чарты
| Чарт (1972)                     | Наив. поз. |
| ------------------------------- | ---------- |
| Бельгия/Фландрия (Ultratop 50)  | 28         |
| Германия (GfK)                  | 17         |
| Ирландия (IRMA)                 | 14         |
| Норвегия (VG-lista)             | 6          |
| Нидерланды (Single Top 100)     | 5          |
| Великобритания (OCC UK Singles) | 5          |
| США (Billboard Hot 100)         | 7          |